# 破壊魔定光
『破壊魔定光』（はかいまさだみつ）は、中平正彦による日本のSF漫画作品。
平行宇宙論を下敷きとし、主人公定光を守るための母の戦い、および定光本人の戦いを描いた作品。月刊誌「ウルトラジャンプ」（集英社）に1999年28号から2005年11月号まで連載された。

## あらすじ
埼玉県川口市に住む不良高校生の椿定光は、先輩を助けるためヤクザの事務所に殴り込みをかけた。その際、随行体（ずいこうたい）と称する"ポンコツ"ヘルメットを拾う。随行体「ポンコツ」は、流刑体を管理するため宇宙に漂っていたデータ生命体で、地球人の頭部に装着可能なヘルメットの形態をしていた。「ポンコツ」は定光に流刑体回収の手伝いを求める。清く正しく仁義に生きる不良高校生定光は先輩を助けてくれた恩として手伝うことにしたが、彼の人生はこれから混乱を極めてゆくことになる。

## 登場人物

### 主要な登場人物
椿定光（つばき さだみつ）
主人公。世界的理論物理学者の母と、医師の父を持つ、日々「スカっとする」喧嘩に明け暮れ、結果としてけが人の山、流刑体との戦闘が始まって以降は死体とがれきの山をつくる“破壊魔”と称される不良高校生。原作では「完全な予知能力」、即ち運命の分岐をなくし宇宙の行く末を決定する能力を持つ。これにより宇宙の振動、運命のゆらぎがなくなっていき平行宇宙の枯渇がやがてもたらされるという。その帰結としていずれ宇宙が崩壊するだろうと「敵」によって推論されており、その意味も込め"破壊魔"と呼ばれる。なおこの物語に登場する他の予知能力はTFPと同じように近似した少し時間の早い平行世界の観測により成り立ったものであるため定光のものとは本質的に異なる能力である。
戦闘スタイルは接近しての近接格闘戦が主で、射撃に関しては呆れるほどセンスが無い。
バイクなどの乗り物の操縦が苦手であり、マザーボールの技術により作られたTFP内蔵の乗り物はポンコツとネコミミが操縦している。
ポンコツ
永遠に宇宙を彷徨う流刑体を監視することを任務とする「随行体」。宇宙文明圏では「ディジット」と呼ばれる電子知生体で、本体は定光が所持するヘルメット。感情的な定光とは逆に論理的。流刑体を追って地球に来たが、自身の身体として操るボディ（ユマノイド・デバイス）を破壊されたことで行動不能にされる。そこに現れた定光に流刑体回収の協力を仰ぐ。最初はアクティヴデバイスを使って流刑体を宇宙に戻していたが、「敵」に操られた影蚤との戦闘で額部部分のバッテリーパーツを削り取られた事により故障し機能停止になる（元々初期の戦闘で一部が欠損していた）。この時、A.J曰く、地球には無い金属で出来ており修復不能とされたが、それを期に神代やよいによって密かに改造された。改造された後は流刑体捕獲用アクティブデバイス射出機構が除去され、代わりに物理保護の強度はヴァルチャー並み、武器として重量80tの木刀（超高比重金属製だが刃が装備されていないためにそう呼ばれる）とその格納機能を得る。さらにこの木刀が破損した後、神代やよいにより、新たな武器として刃の結晶構造をアクティヴデバイスによって制御し、切れ味を自在に変えられるポン刀を得る（木刀は右前腕部、ポン刀は左前腕部に格納される）。定光が『変質』し始めた事により、定光本人と認識が出来なくなって装備不可能となってしまったが、故郷マザーボールにおいて改造された従来のヘルメット型ボディが破棄され、未来世界における最新型パワータイプのヘルメットボディにデータがインストールされた。最新型にはポンコツ自身の感情がわかるように額部分に目の様な表示がある。武装は拳銃型アクティブデバイス発射装置と銃身部分に内蔵（銃から刃が出るのではなく、銃身を柄として引き抜く）されたポン刀が2セット。前述の通り銃に関してはまったくセンスが無いため、絶対に当たる距離まで近づいて撃つ、いわゆる「ヤクザショット」を使う。
アニメ版では若干設定が変わっており、性格が若干固い。
流刑体の干渉によりシステムダウンするも、ヴァルチャーからパワーが転送され再起動したが、パワーがあまりにも多過ぎた為若干暴走していた。
装甲も若干変わっており、最初は原作とほぼ変わらなかったが、パワーアップした後はまるで特攻服の状態になり、背中にも『尸會』の文字が入っている他、ブースターや手甲等が増設されている。
神代やよい（かみしろ やよい）
小型戦闘宇宙船「ヴァルチャー」を駆り、流刑体を殲滅する少女。椿定光の母・椿やよいが TFP によって息子の未来が波乱のものであることを知り、その助けにと息子を守れるだけの力を持った可能性としての自分として、半径100メートルの内側に閉じた、因果律から隔離された平行宇宙に作った存在。定光と同じ17歳。定光に対して母のような強い守護意識を持つ反面、女としても定光に惹かれてもおり、明らかに定光の母親である椿やよいとは違う、次第に独立した存在になっている。
実は物語当初から違いがあり、神代やよいの瞳は縦に切れ長の猫目であるが、椿やよいの瞳孔は他の登場人物と同じ普通の瞳である。
物語が進む中で次第に変質しており、血液型は人間のものでは無くなっていた。ヴァルチャーのオーナーだったが、後にヴァルチャーを取り上げられ代わりにジェノサイドガンの人工知能をインストールしたネコミミを所持する。ヴァルチャー自体は結局分解破棄された様子。
戦闘スタイルは定光とは逆で中～遠距離での射撃戦が得意と言うか、格闘はどちらかと言えば苦手である。
ネコミミ
元はヴァルチャーの武装であるジェノサイドガンに神代やよいの人格を模して組み込まれたAIだったが、本人ほど屈託の理由が無かったためか非常に明るく能天気な性格。マザーボールにおいて本体であるヴァルチャーが「非合法品（別の平行宇宙で生まれたためシリアルコードが重複していた）」と判断され分解廃棄、自身も女性型パワータイプにデータがインストールされた。その際に外形を神代やよいに無断で変更、猫の耳状のパーツと尻尾を追加しその姿から定光に「ネコミミ」と命名された。 神代やよいの戦闘スタイルもあってネコミミはあまり接近戦を考慮した設計ではなく防御面に難がある。装備は盾としても使用可能な「コラプシルガン」と定光が持つものと同タイプの短剣。
コオネ・ペーネミュンデ/椿コオネ
旧ナチス・ドイツの超人計画によって作られた超能力者。実は60年前にすでに死亡しているが、定光と出会うために自身の超能力を用いゾンビ化して少女の姿を保ち続けている。様々な生物の肉体（流刑体含む）が移植されており、体内構造はおよそ人類のものとは大きくかけ離れ、臓器の不足や過多、奇形、配置異常を呈している。瞬間移動、サイコキネシス、体組織復元（自他問わない）能力などを持ち、全て開放した彼女の形態はヴァルチャーに酷似したものとなる。戦闘能力に関してはヴァルチャーとの会戦時にこれを圧倒、一時活動不能にまで追い込んだ。
物語途中より椿家に養女として迎えられ、定光の妹となる。体内に宿る少女・エリーと共にノウム（狗隠）の前に現れ、何らかの現象を起こし消滅（とポンコツのセンサーは確認した）。最終話で「新生」したかのような描写がある。
アニメ版には登場しない。
狗隠（くおん）
コオネと同じくしてナチスにより作られた人工超人。コオネ死亡の原因となった定光を恨んでいる。第2次世界大戦後からCIAに所属し、17年前に椿やよいを交通事故を装って殺害した実行犯。その体は多数の流刑体の細胞を使用したキメラである。自己の遺伝子をコントロールすることで瞬時に他生物の器官を作成する能力を持ち、また高い創傷治癒能力を持つ為、体の一部を失った程度では即座に再生が出来る。本来、狗隠という名は彼に移植された流刑体の内の一体の名称である。彼自身は、本名であるノウム・ペーネミュンデより、狗隠と呼ばれる事を好む。 コオネはイギリス、狗隠（ノウム）はアメリカによって流刑体の移植手術を受けた。またペーネミュンデとは旧ナチス・ドイツがV2ロケットを開発した場所である。
「敵」の言を受け入れて流刑体を取り込みながら細胞をコントロールして定光を模倣し、定光として生まれ変わろうとした結果、定光の変質と崩壊が加速する原因ともなった。今の定光を殺害する為に、定光となった後はポンコツと薬を奪って100年前のミイラになる事で、矛盾を起こさせないようにしようとしている。
A.Jを取りこんで変身して定光と交戦するが、現れたコオネ（エリー）の導きで何らかの現象を起こし消滅したと思われる。
アニメ版には登場せず。
敵（てき）
2巻の最後でその存在が明らかになり、3巻以降、本格的に活動を開始する。この「敵」の登場により、定光と流刑体の戦いは大きく変化することになる。その正体は、他の平行宇宙の「椿定光」で、宇宙を崩壊される危険性のある“破壊魔”を抹殺する事が目的。そのため、植物のようなアンテナで人間や流刑体を操り、やよいや定光に襲い掛かってくる。このアンテナによるコントロールには条件として「定光の存在を知らない」がある。
普段はチャットルームと呼ばれる仮想空間に潜伏しており、学ランと特攻服を着た2人の定光に姿を変えている。
アニメ版では設定自体が違う為、敵そのものが登場しない。
A.J（エー・ジェイ）
「管理体」。ポンコツと同じ顔したパワータイプで声質も同じ。ただし、ポンコツ（随行体）は流刑体の監視・回収用であり、A.Jは戦闘用としてカスタマイズされている。全身に銃火器を搭載している。アメリカ米空軍管轄下において協力しており、A.J自身は傭兵と名乗っている。TFPメンバーはA.Jを研究し、地球製のパワードスーツ（後に「AJ-X（エイジャックス）」と命名）を開発していた。
若干トリガーハッピー気味であり、定光に自身の銃火器を自慢していた。予知能力を持つ「敵」相手に不手際が多く、その際、定光により『H.K（エイチ・ケー/ヘッポコ・クソ野郎）』と改名されたが、中東で再会した際にはA.Jに戻っていた。
中東の砂漠にてTFPメンバーのハンスの言葉に怒った定光の横薙ぎの一撃で胴体を真っ二つにされてしまい、その後は身体の一部を欠損していた狗隠に護衛を指名され、狗隠用にフィッティングされた後、取り込まれる形で合体した。
名前のA.Jとは『アメリカン・ジーザス（アメリカの救世主）』の略である。
アニメ版には登場しない。
佐藤健一（さとう けんいち）
元々は川口警察署に勤務する一刑事だったが、公的機関の人間として最初に「破壊魔定光」と関わったため、「内閣調査部2課・特殊事例対応室室長」と言う意味不明な役職を与えられた。問題が大きくなるごとに権限が拡大されて最終的には日本の流刑体関連の問題を一手に任される立場となった。
ストーリー中盤までは名前が明らかではなく、定光からも「くされ刑事（デカ）」と呼ばれ、アニメでは「五味丸刑事」と言う名前になっている。

### 平行宇宙の椿定光
流刑体定光
流刑体の存在しない世界の椿定光。目的もなくポンコツという圧倒的な力だけを得たことで増長し、狂気に走ってしまっている。
定光である為にチャンネルが合う事でチャットルームにアクセスする事ができ、アノンから得た情報で破壊魔（主人公）に憧れを抱いており、破壊魔の名前が欲しいがために、流刑体の代わりに標的を人間に定めて殺戮を繰り返していたため、破壊魔（主人公）に「流刑体定光」と命名された。神代やよいには特に嫌悪・敵視されていた。ネコミミを装備したやよいとの戦闘では、個人的な怒りの感情で冷静さを欠いていた隙を突く形と弱点の接近戦を執拗に狙う戦法を取っていたが、周囲への被害を無視した攻撃を始めたやよいに対して逃げ遅れた少女を人質にする事で一時追い詰めるも、破壊魔（主人公）の乱入と随行体の性能と実戦経験の差の前に破壊魔（主人公）に敗れ去る。最後は破壊魔（主人公）に力に溺れる自身の全てでもあったポンコツ（流刑体定光が所持している個体）を破壊され、絶望の内に戦意を失ってあえなく逮捕されたが、警察に連行される際、破壊魔（主人公）に対し『敵は3人だ』と言葉を送った。
この世界のポンコツは拳撃による攻撃を得意としており、戦闘時には手の甲から刃を展開して拳撃の威力を高める武器とする。
女定光
文字通りの「椿定光が女だったら」の世界の椿定光。ここでは巨乳のレディースでブラジャーは付けない主義（喧嘩の際はサラシを着用）、コオネは幾分成長した留学生となっている。敵の居場所を記した平行宇宙座標をアノンから知らされていたために敵が憑依した流刑体・欺机に襲われる。神代から拝借したネコミミを装着し応戦したが、ネコミミのスペックが女定光の戦闘スタイルと合わず苦戦する。しかし間一髪でポンコツとネコミミのパーツで修理した（彼女のポンコツは壊れていた）ポンコツを装着した神代が駆けつけ助かった。
この世界のポンコツは、破壊魔のポンコツとネコミミの予備パーツで修復・構成されているため遠近両方に対応できるが、一度壊れたせいなのか物言いが凄まじく下品になってしまっている。武器は水平二連式ショットガンと刀。
アノン
天才的な頭脳を持つ、科学者の椿定光。白衣を着て左耳にピアスを付けている。椿やよいの弟子たちが数年掛けて二つ目のTFPを作ったのに対して20代の半ば～後半程の歳までに20回のバージョンアップを成し遂げているが、自身の肉体も「変質」を起こしている。
破壊魔（主人公）の予知能力による自分の平行宇宙の崩壊を阻止しようと研究を進めるものの、その崩壊を止める事はできなかった。崩壊寸前の平行宇宙で破壊魔（主人公）と交戦した後、「椿やよい」のいる平行宇宙の場所を記したディスクを破壊魔（主人公）に渡した。「椿やよい」を殺害し、全ての「椿定光」の存在を消滅させることで宇宙の崩壊の危機から救うことを提案するが、逆上したやよい（神代）に頭部を撃抜かれ、死亡する。もっとも、彼自身はそこまでしなくても「宇宙の方で辻褄合わせをしてくれる」と結論を得ていた。
アノンのポンコツは、棍棒を武器とした接近戦を得意としているが、他のポンコツと違って戦闘中にアノンに対して助言をする事が無い。なお、50話において肉体の崩壊を阻止するための薬を渡したミイラの正体も、その薬を開発したのもアノンであり、世界の崩壊寸前にアノンの遺言で破壊魔（主人公）のいる宇宙へとTFPを使用して送り届けた。
定（ジョウ）と光（ヒカリ）
双子の定光で、中学2年生。チャットルームに度々姿を現していた2人の定光、つまり「敵」の本来の姿である。破壊魔とやよい（神代）とは2度交戦しており、最初は「椿やよい」を殺害しようとする破壊魔を止めるべく立ちはだかったが、敗北。2度目の時は全ての平行宇宙を救うために自害を決意した「椿やよい」の邪魔をする破壊魔達と対立した。この時はTFPを作り上げて破壊魔に追い付くのに10年を費やしており、20代半ばとなっていた。
定のポンコツは弓矢を使った遠距離攻撃、光のポンコツはハンマーを使った近距離攻撃を仕掛けてくる。また、他者の魂だけを他の並行宇宙に送り飛ばす超能力も有しており、流刑体たちを破壊魔たちの宇宙に転生させていたのも、アンテナを使って流刑体の意識をジャックして操っていたのも彼らである。破壊魔とやよいとの戦闘においては知覚を狂わせることで破壊魔の予知能力を完全に封じ、またこの能力と併せて単体でも十分強力な武器を使用して2人で同時攻撃する「ヴィクトリーコンビネーション」は絶大な威力を誇り、一時は破壊魔を追い詰めた。
この2人のポンコツは、他の平行宇宙のポンコツ達とは明らかにデザインが異なっており、破壊魔やアノン、流刑体のポンコツの様な外見的破損も無い。破壊魔とやよい（神代）との再戦においては、デザイン・仕様の大幅な変更が見られる（定に至っては弓が分解し、2本の刀になる）。これは10年かけてTFPを作り上げる過程で改造したとも考えられる。また一言も言葉を発しておらず、この事については結局最後まで語られなかった。

### 流刑体
名称の判明している流刑体。（作中登場順）
撃針（ゲキシン）
能力：生体マシンガン
血刀（チガタナ）
能力：糸引き（空間を斬る斬撃）
爆腑（バクフ）
能力：格闘と念動力の合体攻撃
光角（コウカク）
能力：不明。
地球側に帰順し、「流刑体」相手の交渉役を務めるが、乱入してきたヴァルチャーに殺される。
六槍（リクソウ）
能力：不明。
地球側に帰順し、光角と共に交渉役を務めるが、乱入してきたヴァルチャーに殺される。「流刑体」としては比較的温厚な部類。
串頭（クシズ）
能力：一個体での討論。流刑体王国・対外交渉担当。
交渉役を務めていたが、他の流刑体と共に地球脱出を画策して日本を脱走。その為の資金稼ぎの手段として「流刑体王国」を設立した。
破岩（パガン）
能力：都市全体に存在するコンピュータで思考演算の後に破壊。
ポンコツと同じデータ生命で、パワータイプでも最大級の「ギガンテスユニット」を持つ。
天斬（テンザン）
能力：宇宙空間での飛行。
宇宙船に追突する事故を起こし、大量の死者を出したため流刑体に。本人曰くケンカはからきし。
影蚤（エイソウ）
能力：棘攻撃
身体全体がガス状の物質で構成されており、物理攻撃が無効化される。物言いが若干オバサン臭い。
錣葉（シコロバ）
能力：回転攻撃および放電
叉輝（サキ）
能力：強力な光学レーザー。
「生きている砲台」とも呼ばれ、宇宙船の砲台代わりになる事も。
切巻（キリマキ）
能力：不明
猬狛（イコマ）
能力：加粒子砲
嶽牙（ガクガ）
能力：物理保護を貫く鱗攻撃。
捻電（テンデン）
能力：転がり攻撃および腹部に寄生させた叉輝による光学レーザー。
帽虐（ボウギャク）
能力：頭部の飾り（本体）による回転カッター。
コギャル的な物言いですぐキレる。身体は乗り物で頭部の飾りが本体。
瘴傘（ショウサン）
能力：毒霧および粘着液
武刃（ブジン）
能力：嶽牙程ではないが物理保護を斬り裂く事も可能なリボン攻撃。
妖寿（ヨウジュ）
能力：不明
牙殺（ガサツ）
能力：念動力
飢我（キガ）
能力：回転する歯
狗隠（クオン）
能力：不明
丞炎（ジョウエン）
能力：不明。
法に反する形だが、自分なりの「正義」を実行した結果しでかした大量殺戮で流刑体となる。
地球側に帰順し、大阪府警所属の「対流刑体」刑事となる。35ｍｍ二連装拳銃を使用。
美髪（ビカミ）
能力：操作自在の髪
八剣（ヤツルギ）
能力：地面を移動する8本の剣。流刑体王国・兵力管理参謀。
問題は理屈で解決できると考えるタイプ。垂拳とは民族レベルで対立していた。
刃花（ジンカ）
能力：非常に頑丈かつ柔軟な身体による格闘戦。流刑体王国・厚生大臣。
性格は結構お気楽。本気かどうかは不明だが、定光にホレていたらしい。
垂拳（スイゲン）
能力：頭脳。流刑体王国・武術指南役。テレパシーで垂脚をコントロールするが、それ以外の能力は並み以下。
コオネにより『ふわわ』と命名され、現在はコオネと共に椿家で生活している。
垂脚（スイキャク）
能力：馬力
垂拳と共生関係にある生物。知能と言えるものは持ち合わせず、垂拳の手足として働いている。
欺机（ギギ）
能力：机の擬態
斬鬼（キリオニ）
能力：不明

## 用語解説
TFP
正式名称は、Time Fragmentation Project。椿定光の母親、椿やよいが立案した。本来は自分たちの存在する宇宙の今までの歴史の一部分が一致する平行宇宙を作成し、自分たちの宇宙と極めてよく似た平行宇宙を観測することで自分たちの宇宙の未来を予測する計画というのがこの漫画の初期における設定。話数が下るにつれこの設定は変形し、単行本10巻においては神代やよい曰く、「椿やよいが平行宇宙に断存する可能性としての自己の自我、それらを統合することで人類に新たな進化（詳細な説明はない）をもたらすために立案した計画」ということになっている。しかし実際はもっぱらこの計画の要である装置の名前として使われている。この装置の機能は任意の時代の、任意の平行宇宙の、任意の場所に物体を転送するものである。 同じ平行宇宙内を移動する物を「限定転送」、平行宇宙間を移動するのを「拡張転送」、さらに「神代やよいの宇宙」のように他の平行宇宙から切り離された場所への移動は「例外転送」と呼ぶ。 およそ数百年後には宇宙全体にこれらの技術が広まっており、限定転送は「ハイリープ航法」呼ばれ、一般化している。
アクティヴデバイス
重力素子の回転数制御により重力制御を可能をする装置の一般名称。発生する高重力を利用して局所的時間停止、それにより一部の空間を絶対座標系に対して固定、または保存を可能とする。
重力素子
高質量にして極小のドーナツ型円盤。通常は超高速回転をしておりその遠心力で自身の重力を相殺している。回転数が下がれば周囲に対し重力を及ぼすようになり、停止するとブラックホールの蒸発によってその高質量がそのままエネルギーに変換され大規模の爆発を起こす。
物理保護
アクティヴデバイスによって対象周囲に張られる防護フィールド。登場初期のポンコツの基礎設定値レベルでも地球の銃火器はほぼ無効化され、ヴァルチャークラスの最大設定値になると核爆発を限定した空間内に抑え込むことができる。通常の最大設定値以上にフィールド強度を極限まで高めた「静止モード」も存在するが内部の体感時間はほぼゼロになり、時間経過以外では外部から内部に対して絶対に干渉する事が出来ない。そのためパワータイプの場合、周囲に上位権限者であるヴァルチャーないし、その搭乗者がいない状況での使用は推奨されない。
流刑体（るけいたい）
他の惑星において犯罪を犯し流刑とされた異星人。永久に宇宙をさまようはずであったが、軌道上に地球が存在したために、およそ2千万体が地球に落下した。実は平行宇宙における椿定光が変質崩壊を避けてこの宇宙に存在するため転生したもの。概ね人類と同程度の知能を持ち、姿は様々である。また、そのほとんどが戦闘サイボーグであるという。
流刑体王国
日本を脱走した流刑体が設立した国であり、流刑体を一か所に集めて地球圏での生存を認めさせようとしていたが、実際には流刑体自身による世界規模でのネットワークとテロ遂行システムを収入源とする呼び名である。それに従えない流刑体を集め、破壊魔（主人公）を殺害すれば自由になれると説明されていたが、その大半は破壊魔（主人公）とAJ-Xによって倒されたが、300体は行方不明であり、傭兵として活動を開始していた。
AJ-X（エイジャックス）
アメリカ・TFP研究チームが中心となってA.Jを解析・模倣して開発したパワード・スーツ。TFPによって生成された重力素子を実装し、物理保護を使用可能。
ディジット
宇宙航行に莫大な時間を要した時代において、その莫大な時間によって互いに異なる惑星生命間で取り交わされた情報がどちらか一方にでも忘却されてしまわないようにその存在証明を行うための巨大な情報ネットワークと記憶管理システムの総称。直径約4000kmの記憶装置・マザーボールと、情報の収集・保全・管理などを行うパワータイプの各種端末群によって構成される。
各種端末は情報交換のためにマザーボールと同期しており、自律稼働をはじめてからもしばらくは行動パターンが同一で複数の個体が同時に同じ発言をする。
ヴァルチャー
宇宙情報管理システム「ディジット」の有人型セキュリティ端末。アクティヴデバイスにより宇宙船としての装備、機能を宇宙服程度の大きさに縮めてある「着る宇宙船」、装備するジェノサイドガンは目標に対し重力素子を射出したあとそれにブラックホールの蒸発をさせて大規模の破壊を行う武器。 ヴァルチャーを人工知能によって無人化した物を「パワー」と呼ぶ。
TFP技術によるハイリープ航法の一般化とそれらによるドミニオタイプ端末の進化によって必要性が低下した結果、無人化した端末一体以外は退役した。
データ生命
宇宙文明における人工知生体。公務を遂行するため、人工知能（主にパワータイプ）に「特定の義務を付加されたモノ」で、建て前上「義務を有し、実行可能ならばその者は生命体と認められる」事になっている。機体に応じて役割に特化したカスタマイズが施されており、予備・修理モジュールにも機体間での互換性がない。本来の機体用以外のモジュールで修理すると本来の機能を妨げる形にもなるため、違法改造と同じ扱いになる。
宇宙文明ではデータ生命である「ディジット」と「グレイヴィ（自然に生まれた生命体全般を指す）」が存在しているが、あくまでもディジットを道具として扱おうとするグレイヴィと情報の確実性を妨げるとしてグレイヴィをシステムネットワークから締めだしてしまったディジットの対立は延々と続いている。
随行体（ずいこうたい）
流刑体を管理するためにその軌道に随行するパワータイプ端末。通常は人型サブモジュールである「ユマノイド・デバイス」で運用されるが、有人での運用も可。回収用のアクティヴデバイスを装備している。
有人運用の際には装着者がヘルメット型の本体を着用するが、装着感は良好とは言えない模様。バイザー内に遮光・覆面機能を持つマスクがあるが必要に応じて解除し、素通しにする事も可能（パワーからの情報は脳内の視覚野および聴覚野に直接送られるため問題はない）。装着者の肉体に欠損があっても変身中は問題なく活動できる他、外部からのエネルギー供給を受ければナノマシンによる医療処置も可能。 最新型ではパワー本体の感情を示すデバイスと嘘をつくとアラームが鳴る機能が追加された。
管理体（かんりたい）
正式名は「広域治安管理用無人宇宙戦闘機」。宇宙空間を航行し各惑星を巡回しながら、各種トラブルに対処するパワータイプ端末。随行体やドミニオよりも単体での戦闘力に特化したカスタマイズが施され、ヴァルチャーの下位互換機とも言える。フィッティングによる設定変更が必要だが随行体同様の有人による運用も可能。
ドミニオ
「ディジット」のステルス型攻撃宇宙巡洋艇型端末。マザーボールの保安やパワータイプからの情報をマザーボールに持ち帰る役割を持つ。高度なステルス機能とハイリープ機能を持つ。 作中ではドミニオのハイリープエンジンを改造、拡張転送に対応した探査プローブや、パワータイプの修理モジュールを装備した「飛行バイク型」の機体が製作された。

## 単行本
全12巻。全巻とも福島トオルデザインのメタリック光沢の印刷を施したカバーを使用している。
- 第1巻：2000年2月、ISBN 4-08-875889-7
- 第2巻：2000年5月、ISBN 4-08-876015-8
- 第3巻：2000年10月、ISBN 4-08-876080-8
- 第4巻：2001年3月、ISBN 4-08-876142-1
- 第5巻：2001年10月、ISBN 4-08-876211-8
- 第6巻：2002年8月19日、ISBN 4-08-876339-4

- 第7巻：2003年1月17日、ISBN 4-08-876395-5
- 第8巻：2003年8月19日、ISBN 4-08-876496-X
- 第9巻：2004年4月19日、ISBN 4-08-876602-4
- 第10巻：2004年10月19日、ISBN 4-08-876694-6
- 第11巻：2005年5月19日、ISBN 4-08-876803-5
- 第12巻：2005年12月19日、ISBN 4-08-877006-4

## テレビアニメ
2001年1月から3月までWOWOWにて放送された。全10話。ストーリーは原作とは異なったオリジナルであり、登場人物（流刑体含む）の設定などもかなり差異が見られる。DVD版には田中理恵による「川口・いい旅夢気分」や野川さくらによる「現場知ってるつもり」などが特典映像として収録されている。

### キャスト
- 椿定光 - 上田祐司
- 神代やよい - 田中理恵
- ポンコツ - 山路和弘
- 椿明信 - 小杉十郎太
- 五味丸刑事 - 松山鷹志
- トール - 岩永哲哉
- ノリヤス - 家富ヨウジ

- 九重千恵子 - 梶原真弓
- 高杉光子 - 野川さくら
- クロン - 山崎樹範
- ヒサジン - 森訓久
- バンチョー - 金子はりい
- ミチオ - 斉藤信行

### スタッフ
- 原作 - 中平正彦（集英社「ウルトラジャンプコミックス」刊）
- 監督 - 大畑晃一
- シリーズ構成 - 赤星政尚
- キャラクターデザイン - 菊池晃
- クリーチャーデザイン - 篠原保
- 美術監督 - 野村裕樹
- 撮影監督 - 林コージロー（第2話・第6話のみクレジット）
- 色彩設計 - もちだたけし
- 編集 - 松村正宏
- アフレコ演出 - 三ツ矢雄二
- 音楽監督 - 児玉隆
- 音楽 - TUNE from TSC（Breeeed）、岩崎琢
- プロデューサー - 藤本昌俊
- アニメーション制作 - スタジオディーン
- 製作 - SME・ビジュアルワークス

### 主題歌
オープニングテーマ「破壊魔定光のテーマ」
作曲 - 中シゲヲ / 編曲 - 中シゲヲ
最終話オープニングテーマ「男の道は喧嘩道」
作詞 - 大畑晃一 / 作曲 - 中シゲヲ / 編曲 - 中シゲヲ / 歌 - 椿定光（上田祐司）
- 「破壊魔定光のテーマ」に歌詞を付けたもの。

エンディングテーマ「好きだった歌のように 〜Like a favorite song〜」
作詞 - 森由里子 / 作曲・編曲 - 寺嶋民哉 / 歌 - 田中理恵

### CD
破壊魔定光
サウンドトラック（2001年3月7日、レーベル:SME・ビジュアルワークス、ASIN:B00005HUZ7）
2曲目収録の『オープニング/破壊魔定光のテーマ（オーケストラ・ヴァージョン）は、『世界の果てまでイッテQ!』の「珍獣ハンター・イモト」のコーナータイトル曲として使用されている。

### 各話リスト
| 話 | 放送日         | サブタイトル        | 脚本              | 絵コンテ     | 演出         | 作画監督 |
| -- | -------------- | ------------------- | ----------------- | ------------ | ------------ | -------- |
| 1  | 2001年 1月17日 | 喧嘩上等！定光参上  | 赤星政尚          | 大畑晃一     | 則座誠       | 城前龍治 |
| 2  | 1月24日        | 撲倒一閃！回収完了  | 赤星政尚          | 西村純二     | 中村憲由     | 長森佳容 |
| 3  | 1月31日        | 舎弟誕生 駆崙爆走   | 吉田伸            | 寺東克己     | 吉田俊司     | 外崎春雄 |
| 4  | 2月7日         | 燃える男の魂        | 西園悟            | 松下ユキヒロ | 松下ユキヒロ | 河南正昭 |
| 5  | 2月14日        | 女は男の死神        | 赤星政尚          | 西村純二     | 広嶋秀樹     | 香月邦夫 |
| 6  | 2月21日        | 桜は男の迷い花      | 吉田伸            | 西村純二     | 中村憲由     | 長森佳容 |
| 7  | 2月28日        | 男、命の拳を喰らえ! | 小中千昭 赤星政尚 | 松下ユキヒロ | 則座誠       | 門智昭   |
| 8  | 3月7日         | 男、涙の相合傘      | 西園悟            | 村木靖       | 吉田俊司     | 外崎春雄 |
| 9  | 3月14日        | 男の愛は死闘愛      | 赤星政尚          | 西村純二     | 松下ユキヒロ | 菊池晃   |
| 10 | 3月21日        | 空に煌めく男の星座  | 赤星政尚          | 大畑晃一     | 則座誠       | 河南正昭 |